# Lipan, Texas
Lipan là một thành phố thuộc quận Hood, tiểu bang Texas, Hoa Kỳ. Năm 2010, dân số của xã này là 430 người.